# Samuel R. Delany
Samuel Ray Delany, hijo (Nueva York, 1 de abril de 1942) es un escritor de ciencia ficción estadounidense. Es autor de varios títulos aclamados por la crítica, como las novelas The Einstein Intersection, Nova, Hogg, Dhalgren, y la serie Retorno a Nevèrÿon. Desde enero de 2001 ejerce como profesor de inglés y escritura creativa en la Universidad de Temple, Filadelfia. También es reconocido por su trabajo como crítico literario.

## Biografía
Delany nació en Harlem. Su madre era bibliotecaria y su padre regentaba una funeraria. Asistió a la Dalton School y a la Bronx High School of Science, donde conoció a la poetisa Marilyn Hacker con la que se casaría en 1961. 
Delany consiguió publicar sus primeros libros de ciencia ficción cuando tenía 20 años. Publicó nueve novelas entre 1962 y 1968 y varios relatos premiados (recogidos en Driftglass, 1971 y posteriormente en Aye, and Gomorrah, and other stories, 2002). Su décima y más famosa novela, Dhalgren fue publicada en 1974. Su principal ocupación literaria a finales de los años 1970 y los 1980 fue la saga en cuatro volúmenes Retorno a Nevèrÿon. También ha publicado varios libros autobiográficos o basados en su experiencia personal de escritor negro y homosexual, como su autobiografía, ganadora de un premio Hugo, The Motion of Light in Water.
Desde 1988 ha sido profesor en distintas universidades: once años como profesor de literatura comparada en la Universidad de Massachusetts de Amherst, año y medio como profesor de inglés en la Universidad Estatal de Nueva York en Búfalo. En 2001 se trasladó al departamento de inglés de la Universidad de Temple

## Temática
La mayor parte de la producción literaria de Delany desde la publicación en 1975 de la novela Dhalgren trata temas sexuales como muy pocos escritores serios han hecho. Dhalgren y Stars in my Pocket Like Grains of Sand incluyen pasajes sexualmente explícitos, y libros como Equinox (The Tides of Lust), The Mad Man, Hogg y Phallos pueden ser considerados pornográficos (el propio autor así lo reconoce). También ha publicado libros de crítica literaria, centrándose especialmente en ciencia ficción y otros géneros paraliterarios, literatura comparada y estudios sobre la orientación sexual. En novelas como Trouble in Triton y la serie Retorno a Nevèrÿonn se explora en detalle cómo la sexualidad y las actitudes sexuales están relacionadas con la base socioeconómica de una sociedad primitiva (o en el caso de Triton, de una sociedad futurista). Por ejemplo, en su obra Phallos, se narra el periplo de un hombre homosexual de la isla de Siracusa durante el reinado del emperador Adriano (siglo II) en busca de la felicidad. Otros temas tratados por Delany en sus obras de ficción son el lenguaje, la memoria y, en sus primeros años (1968), la mitología.